# Rojda Sekersöz
Rojda Sekersöz (Flemingsberg, 25 de diciembre de 1989) es una poetisa, actriz y directora de cine y teatro sueca.

## Biografía
Rojda nació en Flemingsberg, en la provincia de Estocolmo. Tiene raíces kurdas. Creció en Botkyrka y se mudó con su familia a Dalecarlia a los diez años para regresar después a Estocolmo donde estudió en la escuela secundaria de cine de Kulturama. Descubrió que prefería ser directora que actriz, algo que antes había sido su sueño.  Terminó su primer cortometraje a los 15 años y a los 19 años fue aceptada para estudiar dirección en la Academia de Arte Drámático de Estocolmo siendo la estudiante más joven aceptada en el centro. Se graduó en 2012 con el cortometraje Jungfrufärd sobre la supuesta neutralidad de Suecia durante la Segunda Guerra Mundial en la que también se reflejan los problemas y la realidad de la Suecia actual.
Antes de empezar a hacer cine ya escribía. Pertenece a una red de poesía llamada Revolution Poetry que presenta poesía en diversos contextos, entre ellos el festival de música Way Out West.
Sekersöz considera que el cine es una herramienta para plantear problemas políticos y sociales y está convencida de que las buenas películas deben cuestionar pero no decirle a la audiencia qué creer o pensar: "Lo ideal es poder entretener y hacer pensar a la gente" dice.

### Dröm vidare (2017)
En 2017, Sekersöz dirigió la película dramática Dröm vidare  (Beyond Dreams) (Más allá de los sueños) una película que nos presenta a Mirja. Al salir de la cárcel busca su lugar en el mundo. Consigue trabajo como limpiadora en un hotel y empieza a llevar una doble vida. "Se debate entre su madre enferma y sus viejas amigas, que eran su verdadera familia. La película se describe como un puñetazo en la cara de la amistad, la lealtad, la identidad y la clase, siendo a la vez realista y soñadora" señala la crítica.
La película fue nominada a dos Golden Bugs en la Golden Bug Gala 2018 . Sekersöz también fue destacada como directora "Revelación" del año señalando que directora Rojda Sekersöz cuenta de una manera inspiradora y rompedora de normas sobre mujeres de diferentes edades que buscan su propia independencia, a pesar de la oposición del mundo exterior. Una nueva e importante voz en el cine sueco. La película fue también seleccionada por el Festival de Cine por mujeres en su  edición de 2020.
En el verano de 2017 debutó como directora de teatro con la obra Debt Restructuring de Martin Bengtsson.  

### My Life as a Comedian (2019)
En el 2019, dirigió A Comedian's Growing Up de Jonas Gardell My Life as a Comedian (Mi vida como actriz) en la que cuenta la historia de Juha, de 12 años, "la payasa de su clase en los suburbios de Sävbyholm. Suecida 1975. Cuando de adulta, actúa en la representación de Mi vida como como actriz, se agotan las entradas y cuenta la historia de su vida como actriz al público, pero recibe la visita inesperada de un viejo amigo del colegio, que hace que regrese a Sävbyholm y se enfrente a su pasado." La película fue seleccionada en el IV Festival de Cine por mujeres de 2021.

## Filmografía

### Directora
- 2013 - Jungfrufärd (corto)
- 2017 - Dröm vidare (Más allá de los sueños)[6]
- 2019 - En komikers uppväxt (Mi vida como actriz)[2]
- 2020 -  Dejta (TV-serie)
- 2020 - Helt Perfekt (TV-serie)

- 2021 - Young Royals (TV-serie)

### Actriz
- 2010 - 7X - lika barn leka bäst - Mi
- 2018 - Hjärtat  - Nadja
- 2019 - Helt Perfekt (TV-serie)

## Premios y reconocimientos
Por Beyonds Dreams:
- Premio a la Mejor película y Mejor actriz en el Festival Internacional de Cine de Duhok.
- Ganadora de Angelo y Premio del público en el Festival de Cine de Göteborg (2017)
- Premio FIPRESCI en el Festival Internacional de Cine de Noruega